# Karl Janicke
Eduar Gustav Karl Janicke (* 1. Januar 1829 in Magdeburg; † 15. Februar 1895 in Hannover) war ein Historiker und Staatsarchivar in Magdeburg und Hannover.

## Leben
Janicke besuchte das Gymnasium in Leipzig und studierte anschließend Geschichte in Berlin und Halle. Dort promovierte er 1856. Von 1865 bis 1869 war Janicke zuerst Archivsekretär am Staatsarchiv Magdeburg und danach von Januar 1870 bis September 1877 Staatsarchivar am Staatsarchiv Hannover. Vom 1. Oktober 1877 bis 15. Februar 1895 war er dessen Leiter, zuletzt als Geheimer Archivrat. Er war Mitarbeiter der Allgemeinen Deutschen Biographie.

## Schriften
- Janicke, Karl. Publikationen in der bibliografischen Datenbank der Regesta Imperii. (54 Veröffentlichungen)